# 馬弗里克縣 (德克薩斯州)
馬弗里克縣（英語：Maverick County）是美國德克薩斯州南部的一個縣，西隔格蘭德河與墨西哥相望。面積3,346平方公里。根据美國2000年人口普查，共有人口47,297人。縣治伊格爾帕斯（Eagle Pass）。
縣政府成立於1856年。縣名紀念牧牛場主、州議員薩謬爾·馬弗里克（Samuel Maverick）。